# Universal Studios Japan
Universal Studios Japan (ユニバーサル・スタジオ・ジャパン, Yunibāsaru Sutajio Japan) és un parc temàtic gestionat per Universal Parks & Resorts situat a Osaka. Fou inaugurat el 31 de març del 2001 i el primer any rebé més d'onze milions de visitants, cosa que el convertí en el parc que trigà menys a superar la fita dels 10 milions de visitants. Des de llavors, cada any visiten el parc vuit milions de persones aproximadament. La majoria són turistes japonesos i d'altres països asiàtics com Corea del Sud o la Xina.
El 2005 Goldman Sachs es convertí en l'accionista principal del parc. El 2013 Universal Studios Japan rebé 10,5 milions de visitants; el mateix any havia obert la muntanya russa Hollywood Dream i l'atracció interior The Amazing Adventures of Spider-Man amb tecnologia 4K. El juliol del 2014 es va inaugurar una àrea temàtica basada en el món màgic de Harry Potter, The Wizarding World of Harry Potter, amb una inversió de 45.000 milions de iens. El març del 2021 obrí l'àrea Super Nintendo World, basada en la franquícia Mario de Nintendo.
A més de les llicències pròpies dels parcs Universal, Universal Studios Japan té els drets de diverses franquícies per a les atraccions, com ara Detectiu Conan, Shingeki no Kyojin, Death Note, Kimetsu no Yaiba, Doraemon o One Piece.
Universal Studios Japan és el cinquè parc temàtic més visitat del món i el tercer de l'Àsia, amb 14.500.000 visitants el 2019.

## Àrees temàtiques
El parc ocupa 54 hectàrees, i les atraccions es reparteixen en deu àrees temàtiques. Les zones de New York City i San Francisco es basen en les ciutats homònimes dels Estats Units. D'altres prenen la inspiració de produccions d'Universal com Minion Park (Gru, el meu dolent preferit), Jurassic Park (Parc Juràssic), Amity Village (Tauró) o WaterWorld (del film homònim). Universal Wonderland és l'àrea infantil i familiar amb llicències de Snoopy, Hello Kitty i Barri Sèsam.

Àrees d'Universal Studios Japan
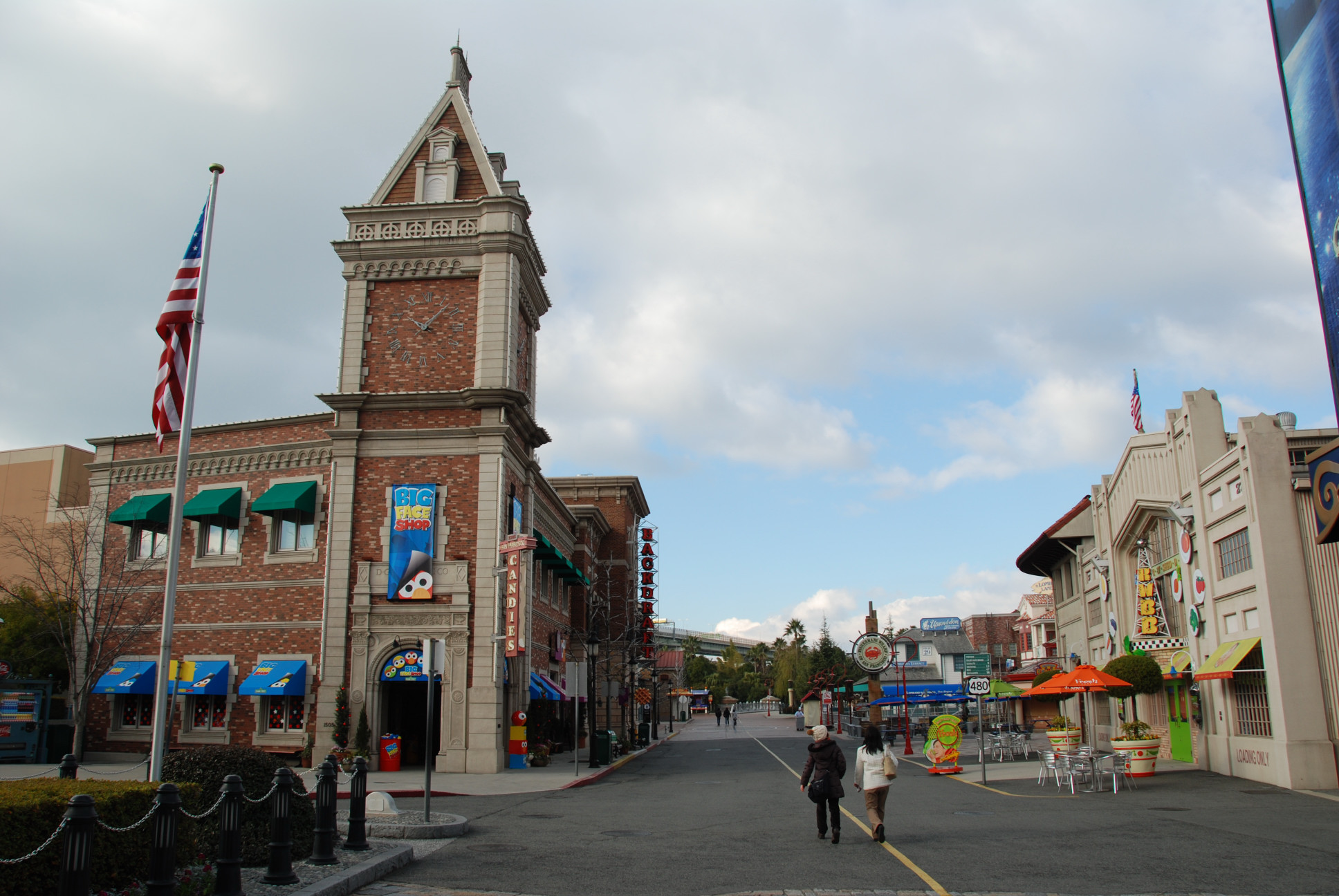
Hollywood
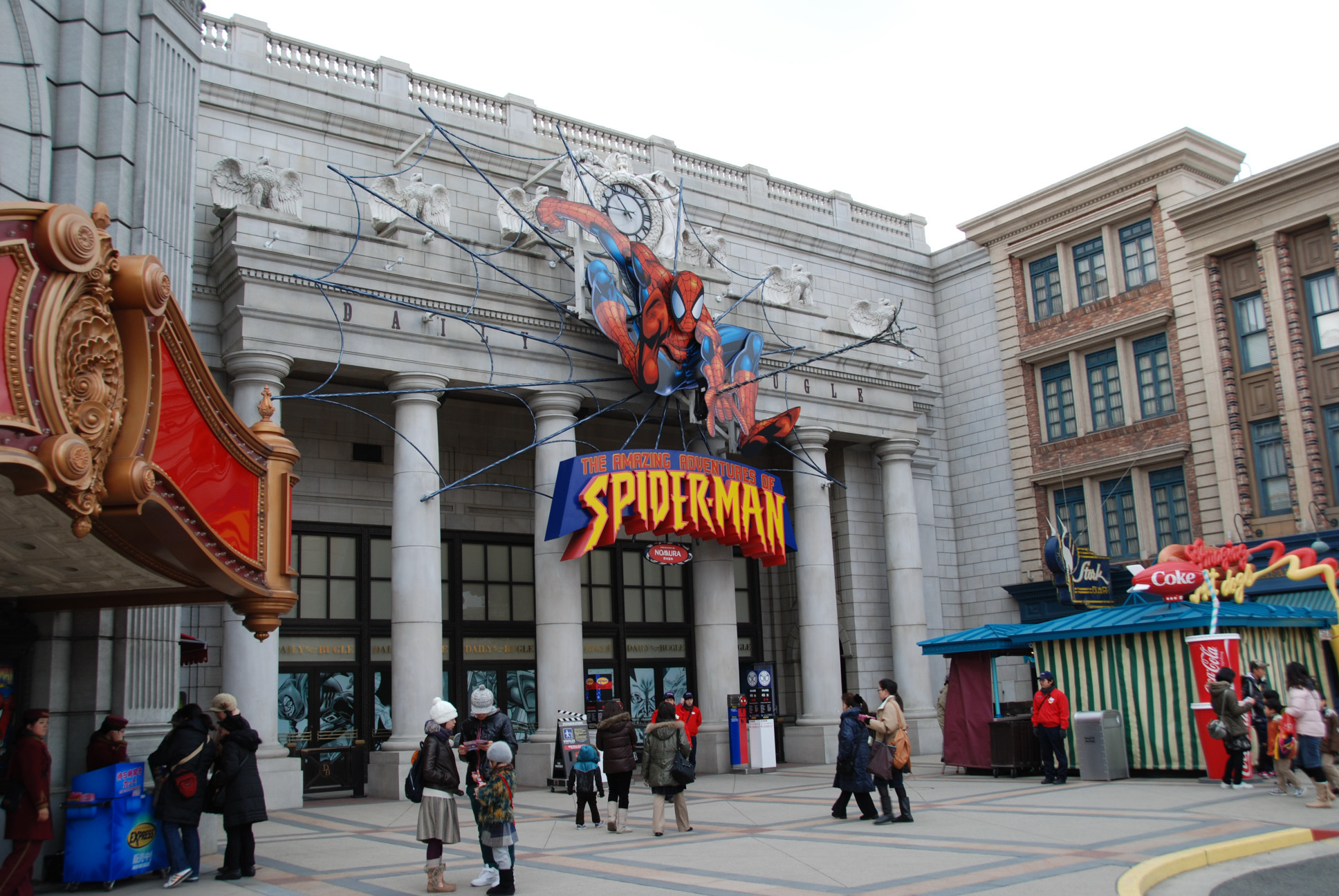
New York City
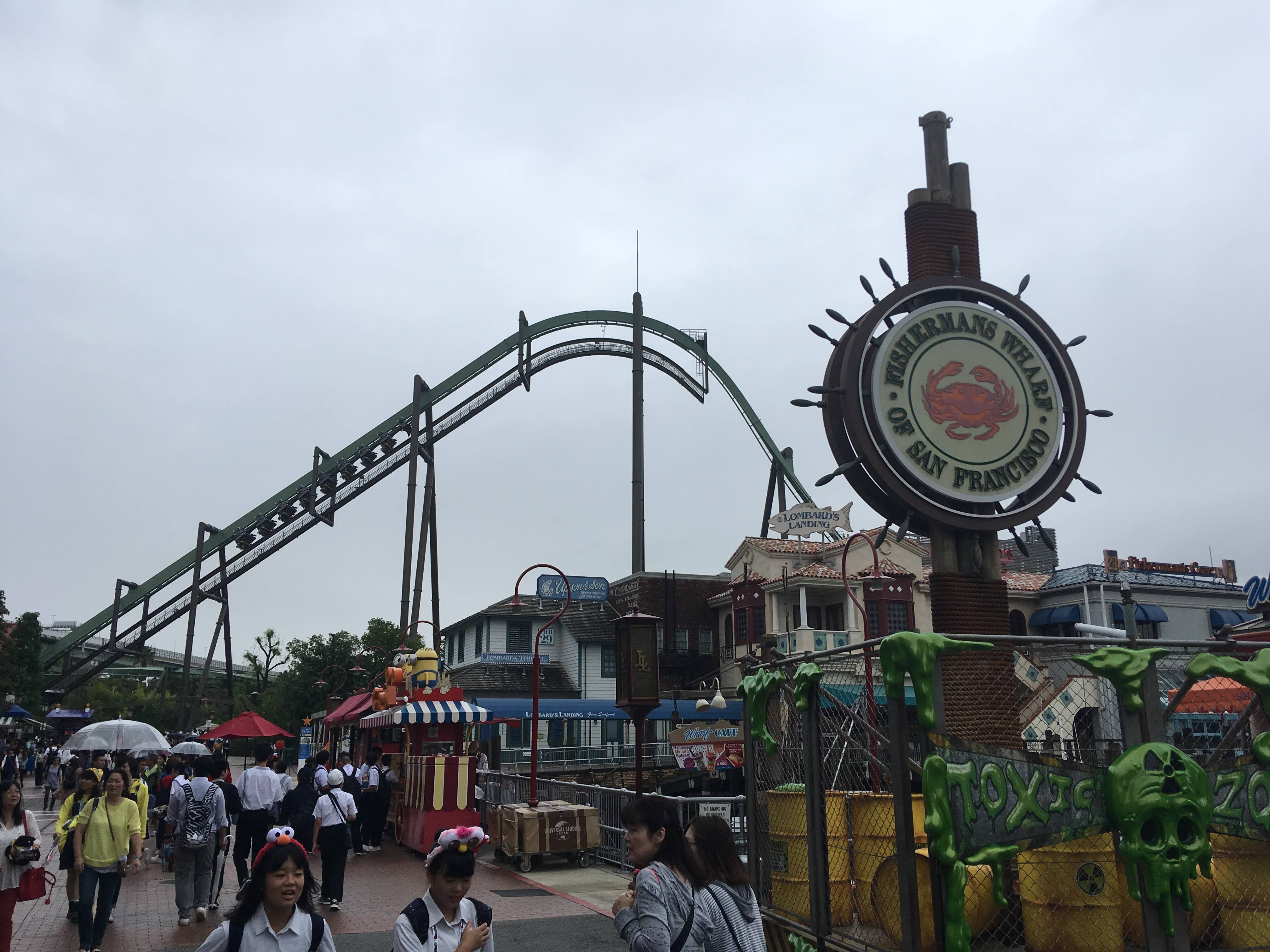
San Francisco
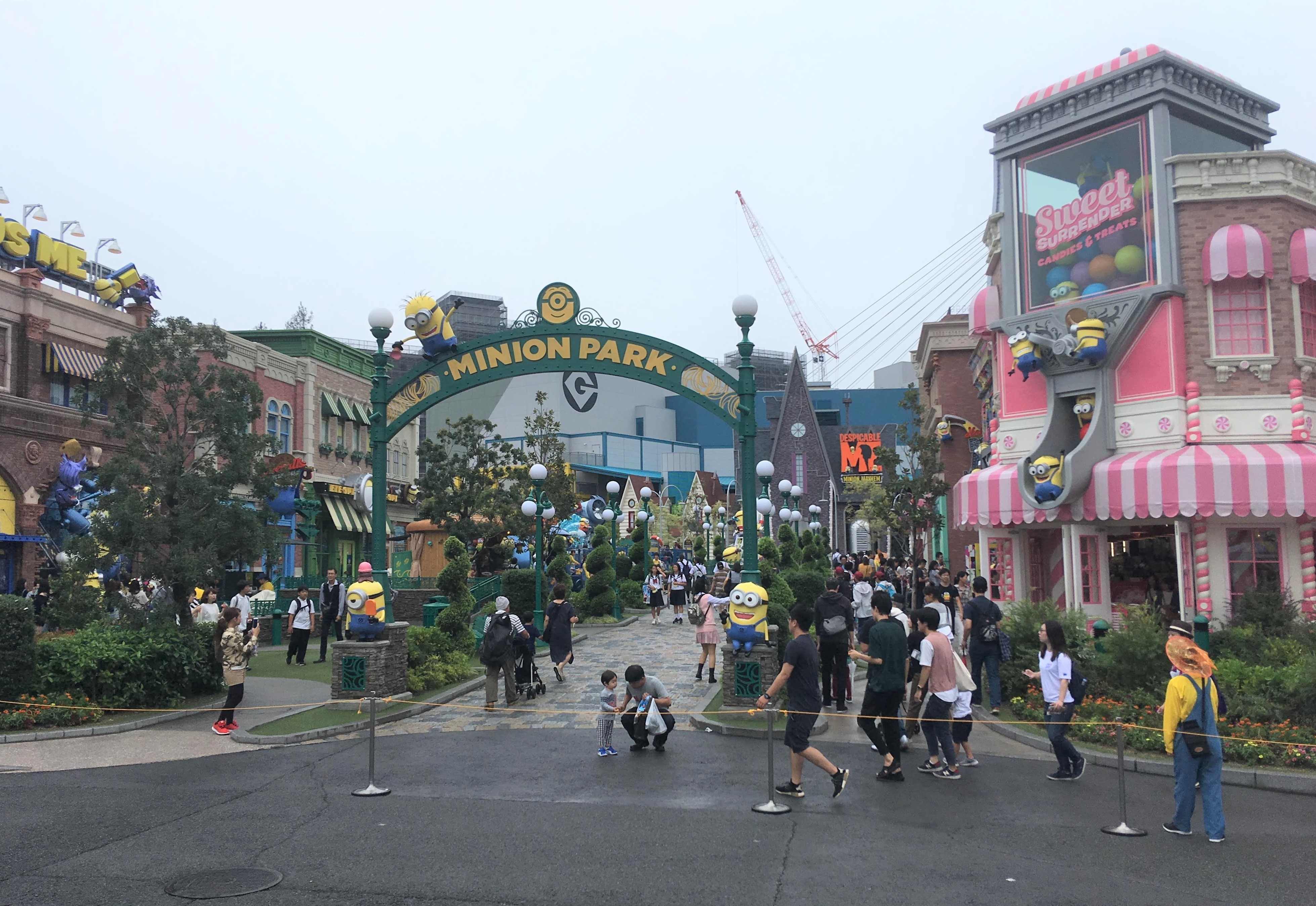
Minion Park
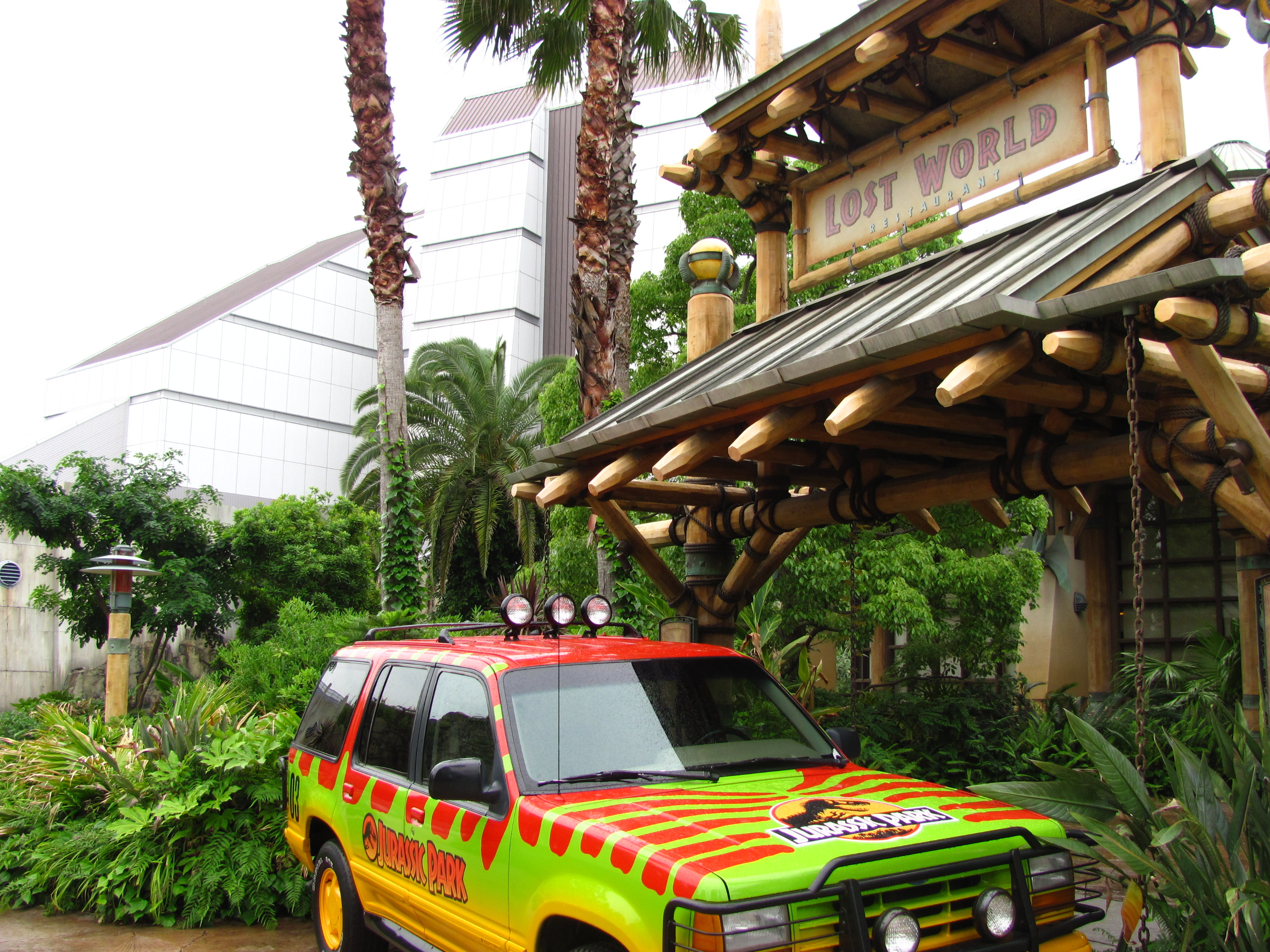
Jurassic Park
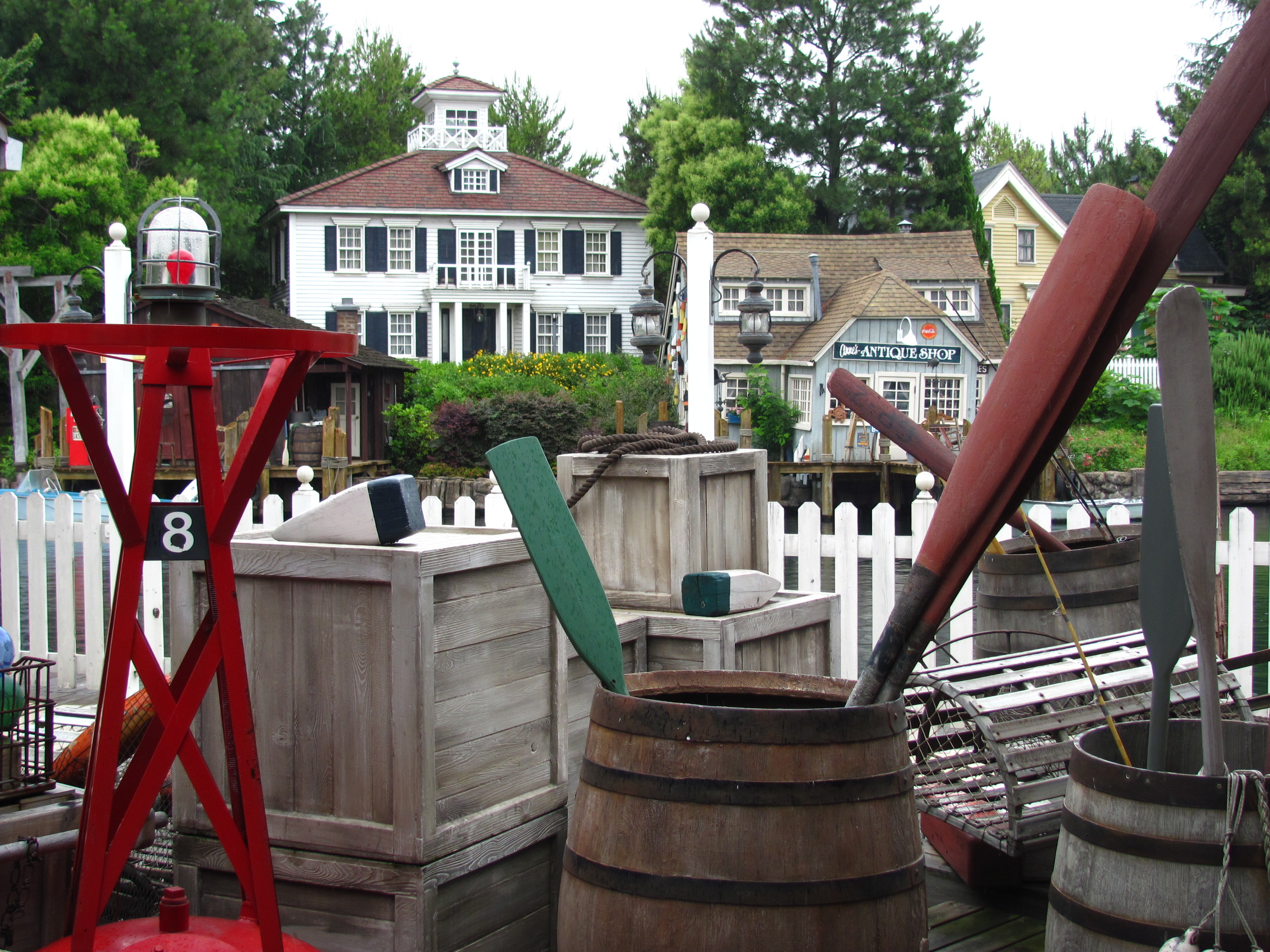
Amity Village

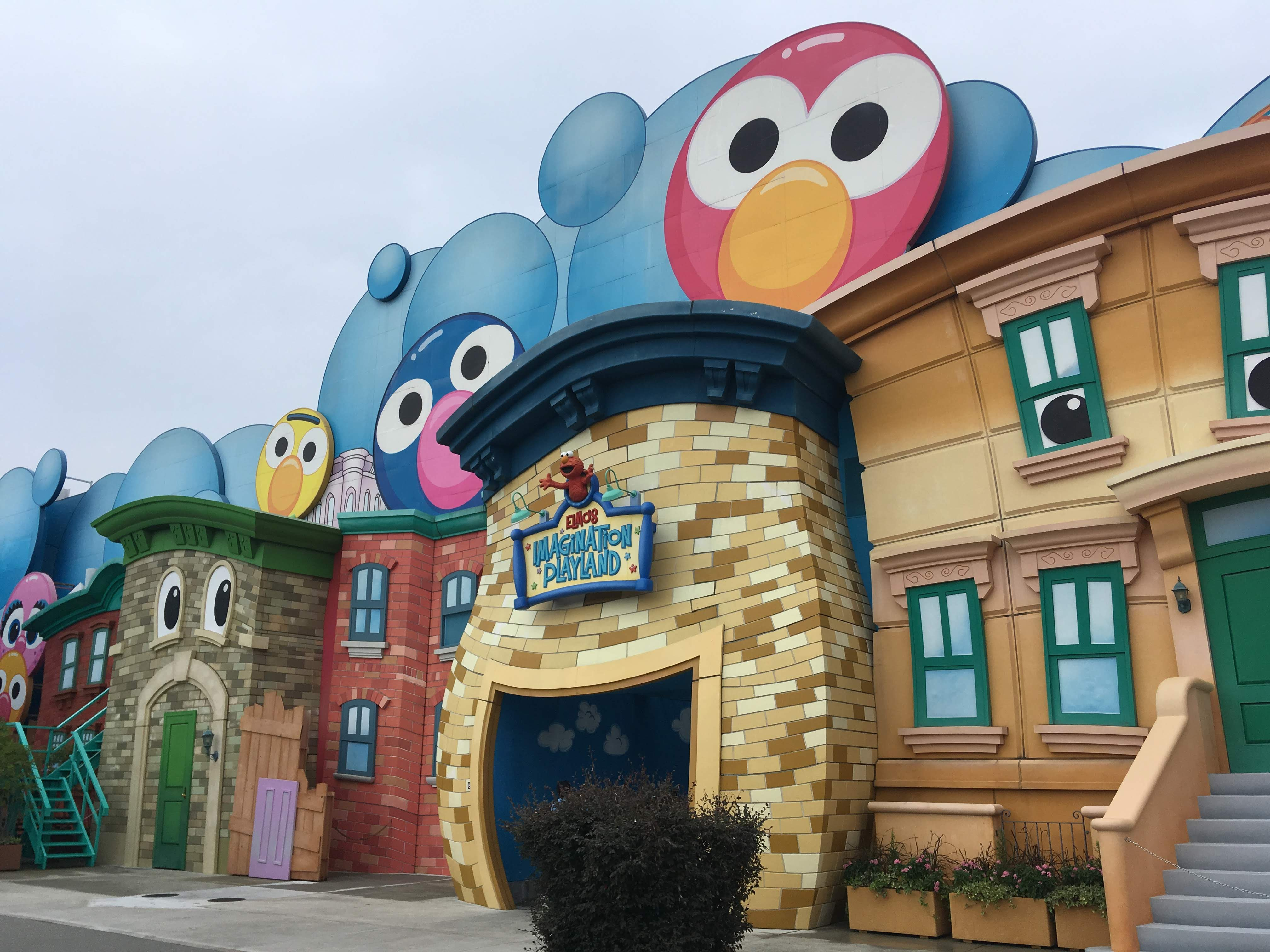
Universal Wonderland
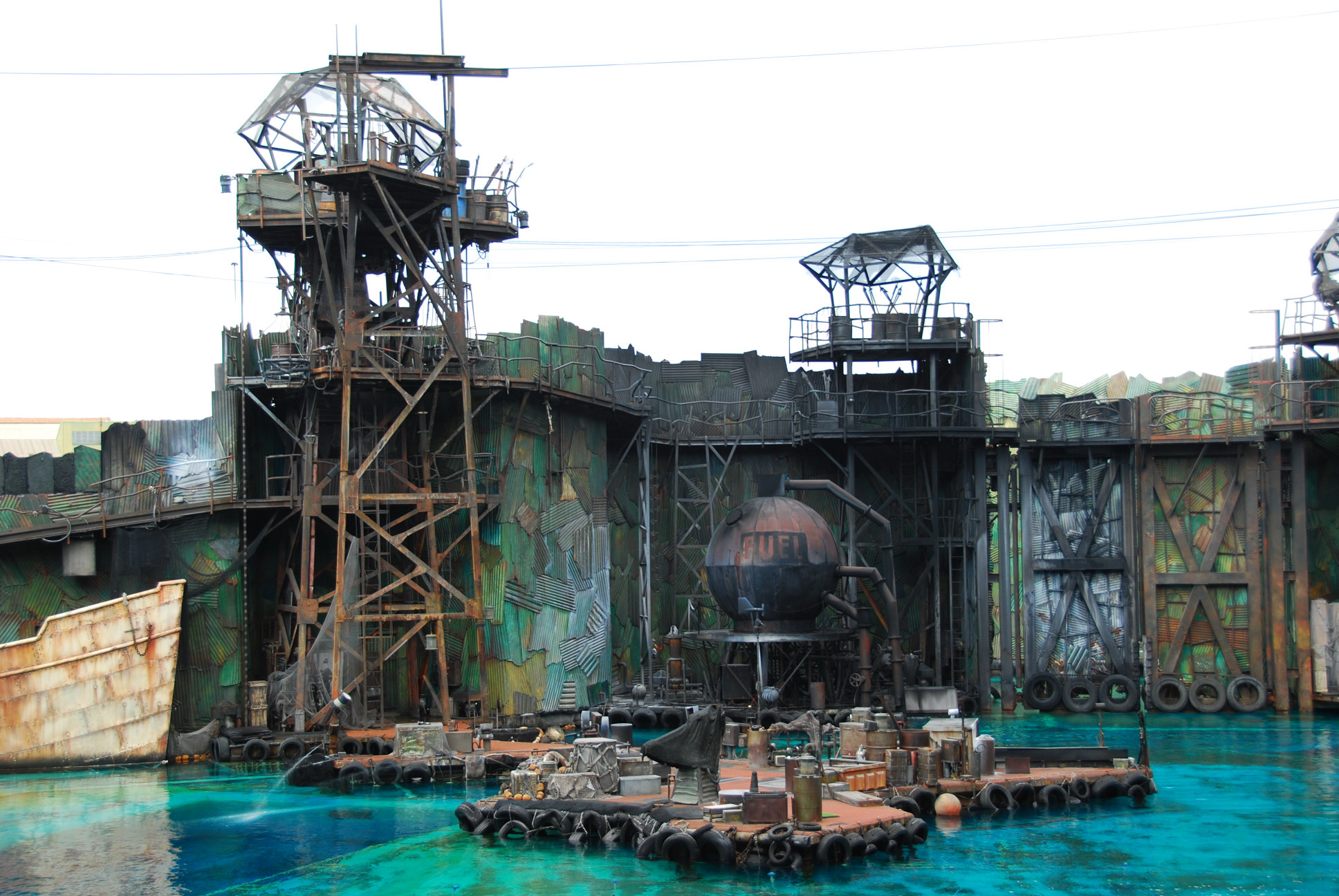
WaterWorld
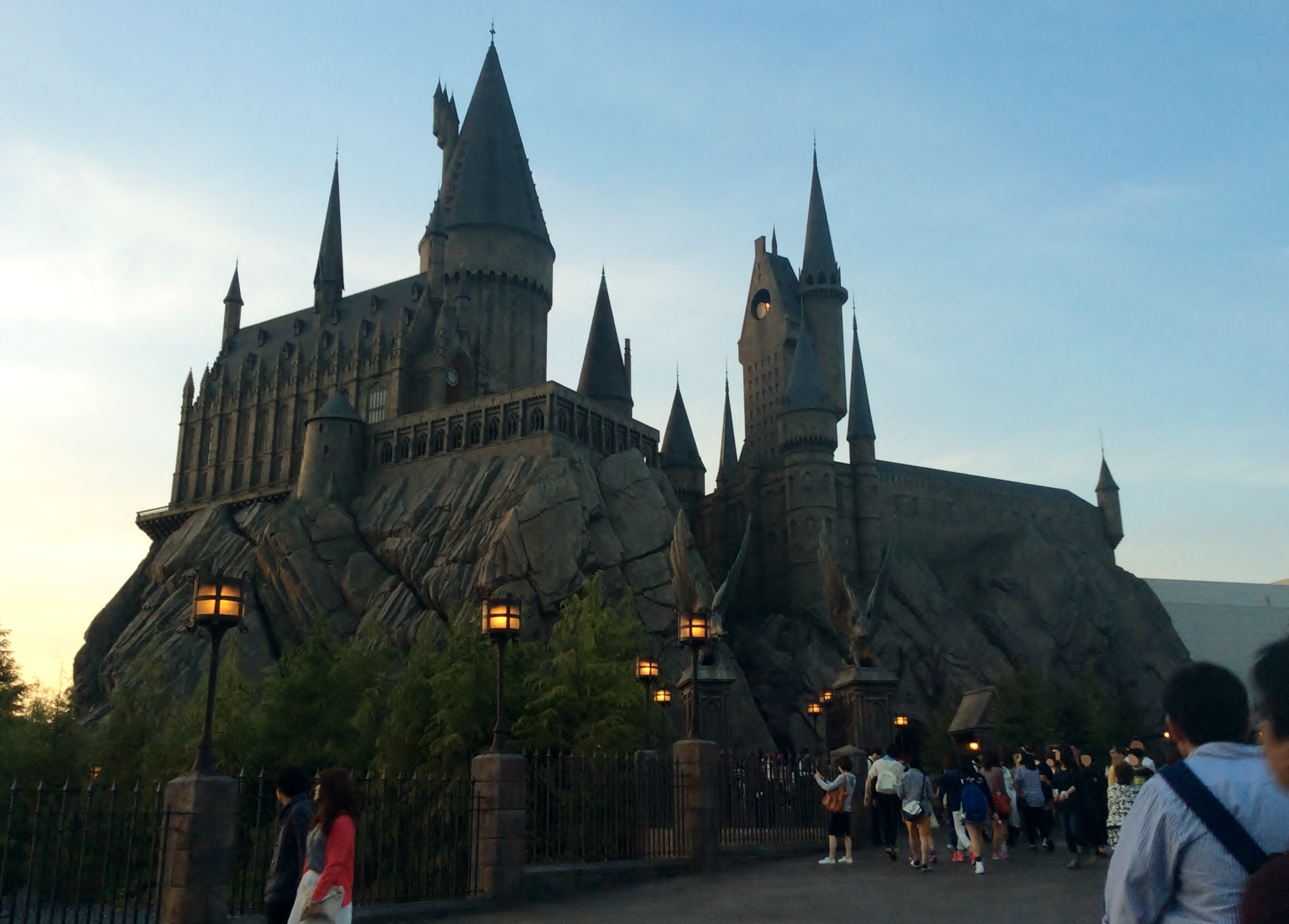
The Wizarding World of Harry Potter
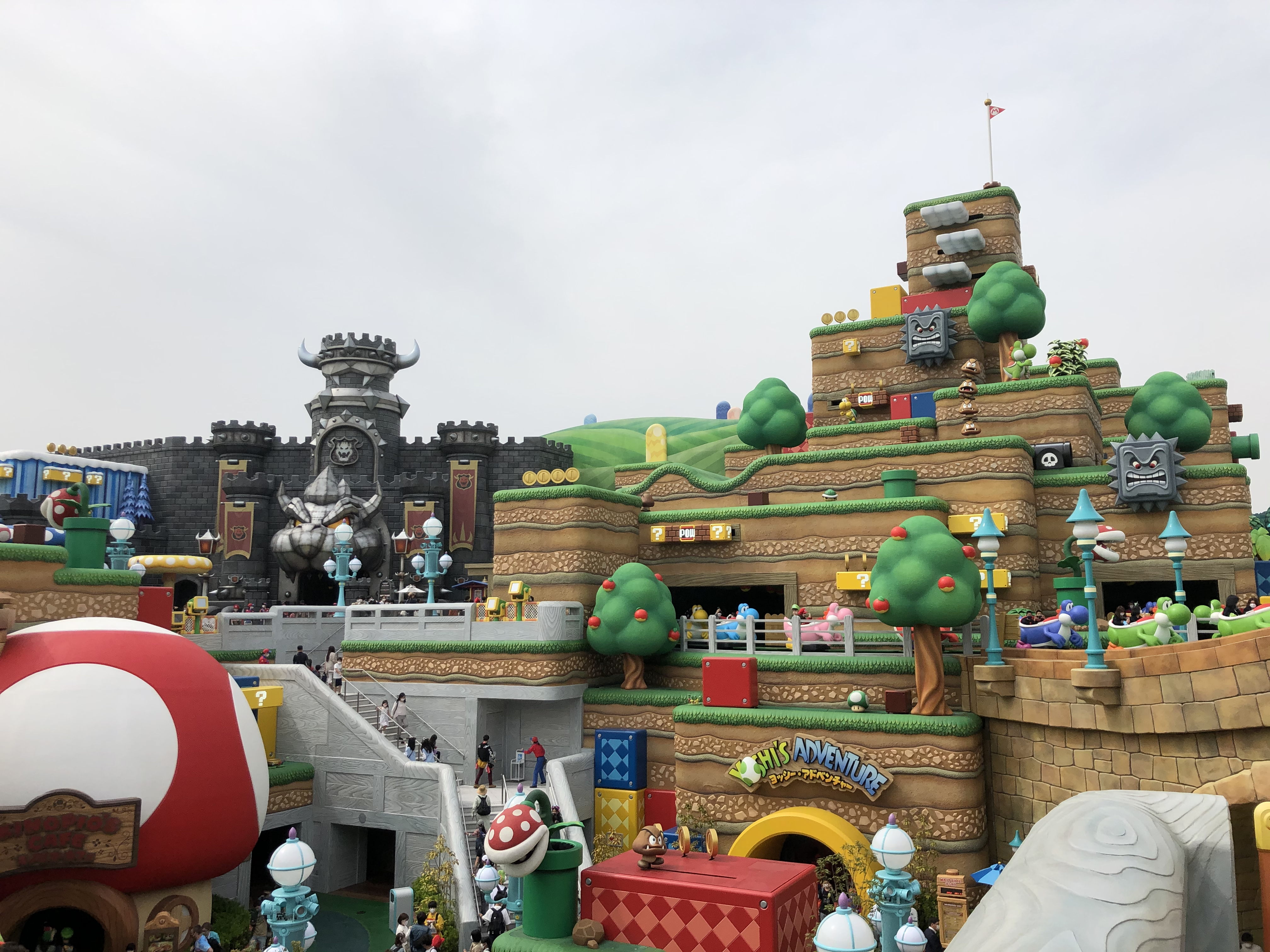
Super Nintendo World

Antigament el parc havia tingut dues àrees més. Western, amb un espectacle d'acrobàcies i efectes especials basat en westerns d'Universal, va ser substituïda per Land of Oz el 2006 (basada en El màgic d'Oz). Aquesta, al seu torn, fou canviada per Universal Wonderland el 2012.